# Wolfgang Goedecke
Wolfgang Goedecke (* 23. Juli 1906 in Chemnitz; † 15. August 1942 in Dubna, Sowjetunion, heute Russland) war ein deutscher Ruderer und Oberleutnant der Wehrmacht.

## Biografie
Wolfgang Goedecke gewann zusammen mit Heinrich Zänker, Günther Roll und Werner Zschiesche die Silbermedaille im Vierer ohne Steuermann beim Deutschen Meisterschaftsrudern 1927. Mit der gleichen Besatzung trat das Boot bei den Olympischen Sommerspielen 1928 in Amsterdam an, wo es im Viertelfinale ausschied.
Während des Zweiten Weltkriegs diente Goedecke als Oberleutnant und starb am 15. August 1942 im sowjetischen Dubna.